# Soneto 9
| «» Soneto 9 |
| --- |
| Is it for fear to wet a widow's eye That thou consumest thyself in single life? Ah! if thou issueless shalt hap to die. The world will wail thee, like a makeless wife; The world will be thy widow and still weep That thou no form of thee hast left behind, When every private widow well may keep By children's eyes her husband's shape in mind. Look, what an unthrift in the world doth spend Shifts but his place, for still the world enjoys it; But beauty's waste hath in the world an end, And kept unused, the user so destroys it. No love toward others in that bosom sits That on himself such murderous shame commits. |
| –William Shakespeare |

Soneto 9 é um dos 154 sonetos de William Shakespeare.

## Análise
Neste soneto, Shakespeare raciocina que o jovem que continua a ser solteiro não faz nenhuma mulher viúva e por isso ele está errado, porque se ele morrer o mundo inteiro será como uma viúva chorando pelo fato de que ele não deixou nenhuma criança para trás, ou uma cópia de sua beleza. Para Shakespeare, a viúva sempre terá a imagem de seus filhos para consolá-la depois da perda de seu marido.
Este é um dos 16 sonetos de um grupo focado na procriação.

## Traduções

### Na tradução de Thereza Christina Roque da Motta
É por medo de causares pranto a uma viúva

Que despendes a vida como solteiro?

Ah, se morreres sem deixar um herdeiro,

O mundo te lamentará como uma esposa estéril;

Deixarás enviuvar o mundo, que ainda lamentará

Não teres legado a ninguém a tua semelhança,

Como cada viúva mantém, em memória,

Nos olhos dos filhos, as feições do marido.

Vê que desperdício há no mundo

Mudando senão de lugar, e ainda lhe aproveita;

Mas o desperdício da beleza aqui termina,

E sem uso, seu beneficiário a destrói.

Esse peito não tem amor pela humanidade

E a si mesmo lança em vergonha mortal.

### Na tradução deMilton Lins
É para uma viúva não restar

Que teimas ser um solteirão qualquer?

Se o morto descendência não deixar,

O mundo terá dó de tal mulher.

Ela será um mundo de lamento,

Por não teres deixado um descendente,

Pois a viúva pode ter alento,

Nos filhos o marido tendo em mente.

Olha no mundo o que o insucesso faz.

Mudas só de lugar, o mundo fica:

Mas a beleza finará bem mais,

Fica fora de moda, modifica.

Nenhum amor num outro se repete,

Quando em si próprio um crime ele comete.